# Таџикистан
Таџикистан (рус. Таджикиста́н), или званично Република Таџикистан (рус. Респу́блика Таджикиста́н), држава је у централној Азији. Има површину од 143.100 km2 (55.300 sq mi) и процењену популацију од 9,749,625 људи. Његов главни и највећи град је Душанбе. Граничи се са Авганистаном на југу, Кином на истоку, Киргистаном на северу, и Узбекистаном на западу. Таџикистан значи „Земља Таџика“. Таџички језик је дијалекат персијског језика (фарси). Члан је ОДКБ, Шангајске организације за сарадњу и земља посматрач у Евроазијској економској унији.
Територија која сада чини Таџикистан је раније била дом неколико древних култура, укључујући град Саразм из неолита и бронзаног доба, а касније је била дом краљевстава којима су владали људи различитих вера и култура, укључујући цивилизацију Оксус, Андроново културе, будизма, несторијанског хришћанства, хиндуизма, зороастризма, манихеизма и ислама. Подручјем су владале бројне империје и династије, укључујући Ахеменидско царство, Сасанидско царство, Хефталитско царство, Саманидско царство и Монголско царство. Након што су њиме владали Тимуридско царство и канат у Бухари, тимуридска ренесанса је процветала. Регион је касније освојило Руско царство, а потом и Совјетски Савез. Унутар Совјетског Савеза, модерне границе земље су повучене када је била део Узбекистана као аутономна република пре него што је постала пуноправна совјетска република 1929. године.
Дана 9. септембра 1991. године, Таџикистан је себе прогласио независном сувереном нацијом док се Совјетски Савез распадао. Готово одмах након стицања независности вођен је грађански рат, који је трајао од 1992. до 1997. Од краја рата, новоуспостављена политичка стабилност и страна помоћ омогућили су раст економије земље. Од 1994. године земљу води председник Емомали Рахмон, који влада ауторитарним режимом. Постоји велика корупција и распрострањена кршења људских права, укључујући мучење, произвољно затварање, погоршање политичке репресије и недостатак верских слобода и других грађанских слобода.

## Географија
Таџикистан покрива површину од 143.100 km2 (55.300 sq mi) на планинском југоистоку средње Азије. На копну, граничи се са Узбекистаном на западу и северу, Киргистаном на северу, Кином на истоку и Авганистаном на југу.
Већина Таџикистана седи на планинама Памир; заправо, више од половине земље је на висинама веће од 3.000 метара. Иако доминирају планинама, Таџикистан укључује нешто ниже земље, укључујући и познату Фергана долину на северу.
Најнижа тачка је долина реке Сир Дариа, на 300 метара. Највиша тачка је Исмоил Сомони Пеак, на 7.495 метара.
Седам других врхова такође прелази преко 6.000 метара.

### Положај
Државе са којима се Таџикистан граничи су: Узбекистан, Киргистан, Кина и Авганистан. Површина државе износи 143.100 km².

### Геологија и рељеф
Таџикистан садржи пет копнених екорегија: степу Алаи-Западни Тиан Схан, отворене шуме Гисаро-Алаи, алпску пустињу и тундру Памира, полупустињу Бадгхиз и Карабил и шуме Паропамисус кериц.

### Воде
Око 2% површине земље покривају језера, од којих су најпознатија:
Таджикское Море (тадж. Баҳри Тоҷик)

### Клима
Таџикистан има континенталну климу, са врућим летима и хладним зимама. Клима је полуаридна, Таџикистан добија више падавина од неких његових централно-азијских суседа због његових виших надморских висина. Услови су поларни у врховима планине Памир.
Највиша температура која је икада забележена била је у Нижном Пингжу, са 48 °C (118,4  °F). Најнижи је био -63 °C (-81  °F) у источном Памиру.

## Историја
Људи живе на територији која данас чини Таџикистан непрекидно од 4000. п. н. е. Земља је била под влашћу разних царстава током историје, највише под Персијским царством. Пре нове ере, Таџикистан је био део Грчко-бактријског краљевства. Арапи су донели ислам у 7. веку. Саманиди су заменили Арапе, али су их на крају избацили туркијски народи. Монголи су касније преузели контролу над територијом, и Таџикистан је постао део емирата Бухара.
У 19. веку, Руско царство је почело да се шири у Централној Азији, током борбе за доминацију са Великом Британијом, и преузело је контролу над Таџикистаном. Након што је руски цар свргнут 1917, таџичка герила је почела рат против бољшевичких армија у узалудном покушају да одржи независност. Бољшевици су победили у четворогодишњем рату, у коме су џамије и села спаљивана, а становништво трпело репресије.
Као део Совјетског Савеза, Таџикистан је првобитно био сврстан са територијом која данас чини Узбекистан у Таџичку Аутономну Совјетску Социјалистичку Републику, али је 1929. постао одвојена конститутивна република. Москва није чинила пуно на развоју Таџикистана, и он је релативно каскао за осталим републикама Совјетског Савеза у условима за живот, образовању и индустрији. Током 1970-их, исламске илегалне партије су почеле да се формирају, и оне су окупљале Таџике против Совјетског Савеза, али прави немири нису почели до 1990. Наредне године, Совјетски Савез се распао, и Таџикистан је прогласио независност.
У земљи је у мају 1992. букнуо Таџикистански грађански рат, у коме су учествовале разне фракције које су се међусобно бориле. Емомали Рахмон је био први вођа Таџикистана, и он је задржао власт до данас. Међутим, он је оптужен за етничко чишћење других етничких група током Таџикистанског грађанског рата. Године 1997. успостављено је примирје између Рахмонова и опозиционих партија. Мирни избори су одржани 1999, али се опозиција жалила да су били непоштени. На овим изборима, Рахмонов је имао само једног противкандидата којем је дозвољено да се региструје, и реизабран је готово једногласно. Руске трупе су и даље стациониране у јужном Таџикистану, како би чувале границу са Авганистаном. Након терористичких напада 11. септембра, америчке и француске трупе су такође стациониране у овој земљи.

## Политика
Главни чланак: Политика Таџикистана
Готово одмах након пошто је стекао независност, Таџикистан је запао у грађански рат у коме су учествовале разне фракције, наводно подржаване од Русије и Ирана. Од 400.000 Руса, само је 25.000 остало у Таџикистану. Остали су пребегли у Русију. До 1997. рат се смирио, а централна власт је почела да се формира, са мирним изборима 1999.
Таџикистан је званично република, и има изборе за председника (мандат од седам година) и парламент (мандат од пет година). Последњи председнички избори одржани су 6. новембра 2006, и као и код свих претходних, међународни посматрачи верују да су избори имали много мана, што побуђује оптужбе опозиционих партија да председник Емомали Рахмонов манипулише изборним процесом. Током последњих парламентарних избора 2005, Народна демократска партија Таџикистана Емомали Рахмонова освојила је већину посланичких места.
У парламенту, опозиционе групе су се често сукобљавале са владајућом партијом, али ово није довело до већих нестабилности.
Најважније политичке партије у Таџикистану су: Народна демократска партија Таџикистана (владајућа), Таџикистанска комунистичка партија, Таџикистанска партија исламског повратка, Демократска партија Таџикистана (две фракције), Социјалистичка партија Таџикистана (две фракције), Таџикистанска социјалдемократска партија, Партија економске реформе Таџикистана, Таџикистанска аграрна партија.
- Изјава о прелиминарним налазима и закључцима мисије ОЕБС за посматрање избора 2006.

## Административна подела
Главни чланак: Покрајине Таџикистана
Таџикистан је подељен у регионе, покрајине или вилајете (главни градови у заградама)
- Хатлон Вилояти Хатлон (Кургонтепа)
- Сугд  (Хучанд)
- Каротегин (Кофарнихон)

и једну аутономну покрајину-
- Горно-Бадакшан Аутономни Регион (ГБАР) (Хорог).

Област у којој се налази престоница, Душанбе, не улази у покрајинску административну поделу.

## Етнички састав
Укупна популација Таџикистана је око 8 милиона. Приближно 80% су етнички таџички, људи из перзијског језика (за разлику од говорника на туркијском језику у другим бившим совјетским републикама Централне Азије). Још 15,3% су Узбеци, по око 1% руски и киргишки, а постоје мале мањине паштуна, Немаца и других група.
| Етничка група | попис 2000 | попис 2000 | попис 2010 | попис 2010 |
| Етничка група | Број       | %          | Број       | %          |
| ------------- | ---------- | ---------- | ---------- | ---------- |
| Таџици        | 4,898,400  | 79.9%      | 6,373,834  | 84.3%      |
| Узбеци        | 1,012.500  | 16.5%      | 1,046,647  | 13,8%      |
| Киргизи       | 65,550     | 1.1%       | 60,715     | 0,8%       |
| Руси          | 68,200     | 1.1%       | 34,838     | 0.5%       |
| Туркмени      | 20,300     | 0.3%       | 15,171     | 0.2%       |
| Татари        | 19,000     | 0.3%       | 6,495      | 0.1%       |
| Арапи         | 14,500     | 0.2%       | 4,184      | 0.1%       |
| Остали        | 29,100     | 0.5%       | 22,618     | 0.3%       |

## Језици
Таџикистан је језички сложена земља.
Таџикистан има два службена језика. Државни језик је таџички, који је облик перзијског језика. Руски (међуетнички језик) је и даље у употреби.
Осим тога, етничке мањинске групе говоре и на својим властитим језицима, укључујући узбечки, паштански и киргишки. Коначно, мале популације у удаљеним планинама говоре језике различите од таџичког али припадају југоисточној иранској језичкој групи.
Ту спадају Схугхни, који се говори у источном Таџикистану и Иагхноби, а говори само 12.000 људи широм града Зарафсана у пустињи Кизилкум (Црвени Песак).

## Привреда
Око 50% радне снаге ради у пољопривреди; Најважнија извозна култура Таџикистана је памук, а већину производње памука контролише влада.
Фарме такође производе грожђе и друго воће, житарице и стоку. Таџикистан је постао главни депо за авганистанске дроге попут хероина и сировог опијума на путу ка Русији, што даје значајан незаконит доходак.

## Економија
Таџикистан је један од најсиромашнијих бивших совјетских република, са процењеним бруто домаћим производом од 2.100 америчких долара. Званично стопа незапослености је само 2,2%, али више од милион грађана Таџикија ради у Русији, у поређењу са домаћом радном снагом од само 2,1 милиона. Око 53% становништва живи испод границе сиромаштва.
Валута Таџикистана је сомони . Од јула 2012, девизни курс је био $ 1 УС = 4,76 сомони.

## Саобраћај

### Друмски саобраћај
Готово сав транспорт у Таџикистану обавља се аутомобилом, готово 90% путничког и више од 80% домаћег теретног саобраћаја. Укупна дужина путева је 27.800 километара. Иако је путна мрежа прилично обимна, руте су распоређене неравномерно по целој земљи. Квалитет превоза зависи од географије и броја људи који насељавају то подручје. Бољи путеви се налазе на северу Таџикистана: долина Сир Дариа и округ Кулиаб.
У циљу развоја транспортне мреже унутар земље и приступа међународним трансконтиненталним аутопутевима, Таџикистан реализује низ великих инвестиционих пројеката, као што су: рехабилитација аутопута Душанбе – Чанак (граница Узбека), Душанбе – Кулма (кинеска граница и приступ аутопуту Каракорум), Курган-Тубе – Нижњи Пјанџ (авганистанска граница). У току је изградња тунела испод планинских превоја Анзоб, Шахристан, Шар-Шар и Чормазак.

### Жељезнички саобраћај
Железнички систем укупно има само 680 километара колосека, све то 1.520 милиметара широког колосека. Главни сегменти су у јужном региону и повезују главни град са индустријским областима долина Хисор и Вахш и са Узбекистаном, Туркменистаном, Казахстаном и Русијом. Већина међународног теретног саобраћаја одвија се возом. Недавно изграђена пруга Бохтар–Кулоб повезала је Кулобски округ са централним делом земље.

### Ваздушни саобраћај
У 2009. Таџикистан је имао 26 аеродрома, од којих је 18 имало поплочане писте, од којих су две имале писте дуже од 3.000 метара. Главни аеродром у земљи је Међународни аеродром Душанбе, који је од априла 2015. имао редовне летове за веће градове у Русији, Централној Азији, као и Делхи, Дубаи, Франкфурт, Истанбул, Кабул, Техеран и Урумчи, између осталих. Постоје и међународни летови, углавном за Русију, са аеродрома Хујанд у северном делу земље, као и ограничене међународне услуге са аеродрома Кулоб и међународног аеродрома Бохтар. Аеродром Хорог је домаћи аеродром и уједно једини аеродром у слабо насељеној источној половини земље.